# East Kilbride
East Kilbride (schottisch-gälisch Cille Bhrìghde an Ear) ist eine Stadt in der schottischen Council Area von South Lanarkshire. Es ist die sechstgrößte Stadt Schottlands und die größte der schottischen New Towns. 2011 betrug die Einwohnerzahl rund 74.395.
East Kilbride befindet sich in erhöhter Lage rund 15 km südlich von Glasgow und 8 km westlich von Hamilton. Im Osten fließt der Rotten Calder River nordwärts in Richtung Forth of Clyde.

## Geschichte
Der Ort war bereits in prähistorischer Zeit besiedelt, wie Gräberfunde am Kype Water belegen. In der Nähe gibt es auch Funde römischer Münzen. Der heutige Name ist zurückzuführen auf St. Bride (die Heilige Brigida von Kildare), die im 6. Jahrhundert das Kloster Kildare in Irland gründete und später auch in Schottland verehrt wurde.
Die ersten schriftlichen Aufzeichnungen über die Pfarrei stammen aus dem 12. Jahrhundert, aus der Regierungszeit von Wilhelm dem Löwen, dem schottischen König, der 1165 die Auld Alliance mit Frankreich begründete. William schenkte die Ländereien dem anglonormannischen Ritter Roger de Valoins, der zum Gutsherrn wurde und in der Nähe des Mains Castle lebte.
Die Ländereien von Kilbride gingen durch die Hände vieler wichtiger und mächtiger Familien, vor allem der Comyns. Im 14. Jahrhundert kämpfte John 'the Red Comyn', ein Anwärter auf den schottischen Thron, auf der Seite von William Wallace für die Unabhängigkeit von England, obwohl er oft mit Robert the Bruce zerstritten war. Nach dem Tod von Wallace schienen sich der Red Comyn und Robert the Bruce auf ein Bündnis zuzubewegen, doch als sie 1306 in der Abtei von Dumfries zusammentrafen, ermordete Bruce Comyn und entriss der Familie alle Titel und Ländereien. Einen Monat später wurde er in Scone zu Robert I. gekrönt. Bruce gab Kilbride als Mitgift an seine Tochter Marjorie, die Walter The Stewart heiratete und damit die mächtige Stuart-Dynastie der schottischen und englischen Könige begründete. Walter übergab die Baronie Kilbride später an die Familie Lindsay aus Renfrewshire, deren Geschlecht jedoch im 17. Jahrhundert in Armut ausstarb.
Im 16. und 17. Jahrhundert wuchsen die Covenanters, schottische Presbyterianer, die sich durch eine Reihe feierlicher Eide oder Bündnisse verpflichteten, den Presbyterianismus als alleinige Religion ihrer Nation zu erhalten. Über einen Zeitraum von 50 Jahren während der Regierungszeiten von Karl I., Karl II. und Jakob II. kämpften sie gegen die Krone für den Erhalt ihrer Religion. Dieser Kampf mündete häufig in bewaffnete Auseinandersetzungen, von denen die Schlacht von Drumclog und die Schlacht von Bothwell Bridge im Jahr 1679 die bekanntesten waren. Nach der Niederlage bei Bothwell griff der Befehlshaber der Covenanter-Armee, James Reid, die Armee des Königs allein an, entriss ihr die Kilbryd-Standarte (wie sie damals geschrieben wurde) und floh durch die feindlichen Linien zurück. Die verblichene gelbe Fahne mit den roten Buchstaben „Kilbryd, for God, King and Covenants“ befindet sich heute in der Kelvingrove Art Gallery and Museum in Glasgow.
Zu Beginn des 18. Jahrhunderts fügte Kilbride die Vorsilbe East hinzu, um sich von Kilbride in Ayrshire zu unterscheiden, das seinem Namen das Wort „West“ hinzufügte. Die Stadt erhielt auch den Status eines burgh of barony, der es ihr ermöglichte, Wochenmärkte und vier jährliche Messen abzuhalten. 1772 wurde die berühmte Open Cattle Show Society gegründet, die in den späten 1940er Jahren die größte eintägige Viehschau in Schottland war. Sie fand im Show Park statt, der auch heute noch existiert und den Landwirten gehört, aber auch die Heimat des Junior League Football Clubs East Kilbride Thistle ist.
Im Jahr 1774 wurde die Pfarrkirche, die heutige Old Parish Church, an dem Ort errichtet, der heute als Village bezeichnet wird. In diesem alten Zentrum, das heute von der Neustadt umgeben ist, sind noch viele Merkmale aus dieser Zeit erhalten, darunter das Montgomerie Arms, ein altes Gasthaus mit seinem Loupin Stane, einem Reitturm, auf den die Gäste aufsteigen konnten.
Noch zu Beginn des 20. Jahrhunderts hatte der Ort nur rund 900 Einwohner. Die Nähe zu Glasgow führte dazu, dass East Kilbride zu einer aufstrebenden Pendlergemeinde wurde. 1930 erhielt der Ort den Status eines Large Burgh und 1947 wurde er schließlich die erste New Town Schottlands.

## Sehenswürdigkeiten

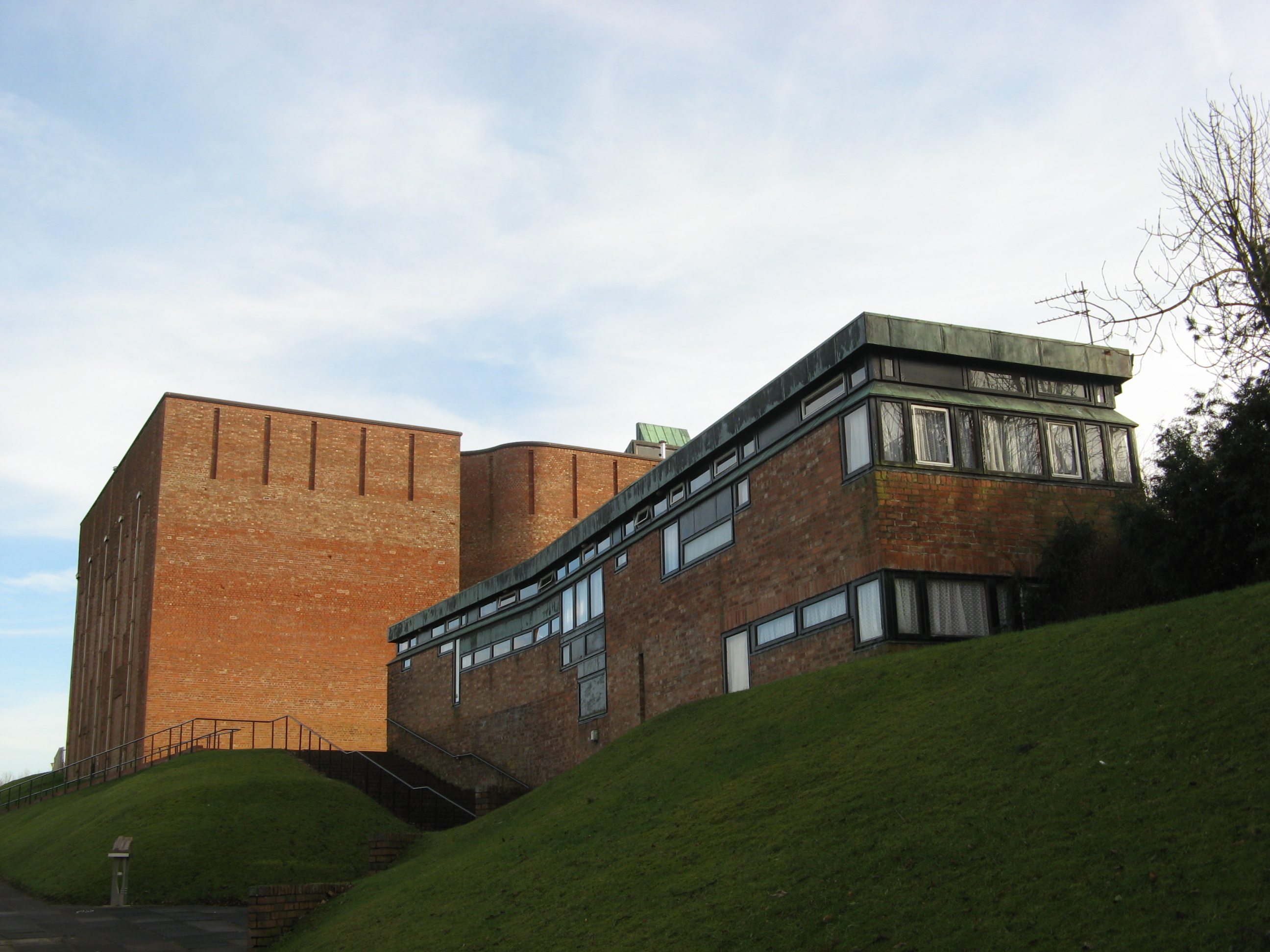
St Bride’s Catholic Church (Gillespie, Kidd & Coia, 1962–63)

Die Stadt verfügt über wenig alte Bausubstanz. In der Innenstadt dominiert The Town Centre, das größte Einkaufszentrum Schottlands und das zehntgrößte in Europa. Es besteht aus sechs einzelnen Malls: The Plaza (seit 1972), Princess Mall (1984), Olympia (1988), Southgate (1989), Princes Square (1997) und Centre West (2003). Derzeit wird ein Kunst- und Kulturzentrum ergänzt, zu dem ein Theater mit 1000 Sitzen, ein Konferenzzentrum für 500 Menschen sowie ein Museum gehören werden.
Von architektonischer Bedeutung ist die katholische Kirche St Bride’s, die 1962 vom Büro Gillespie, Kidd & Coia in der Formensprache des Brutalismus errichtet wurde.
Zwischen East Kilbride und Glasgow liegt das National Museum of Rural Life.

## Sport
East Kilbride ist bekannt für sein Rugby-Team, dessen Heimatstadion sich im Calderglen Country Park befindet.

## Partnerstädte
- Ballerup, Dänemark

## Persönlichkeiten
In East Kilbride leb(t)en oder wurden geboren:
- William Hunter (1718–1783), Mediziner
- John Hunter (1728–1793), Anatom
- Wattie Buchan (* 1957), Musiker
- Neil McAdam (* 1957), Fußballspieler
- William Reid (* 1958), Gitarrist und Komponist
- Lorraine Kelly (* 1959), Fernsehmoderatorin
- Liam Fox (* 1961), Politiker
- Jim Reid (* 1961), Sänger und Komponist
- John Hannah (* 1962), Schauspieler
- Ally McCoist (* 1962), Fußballspieler
- Blythe Duff (* 1962), Schauspielerin
- Roddy Frame (* 1964), Musiker von Aztec Camera
- Denise Mina (* 1966), Schriftstellerin
- Kate Dickie (* 1971), Schauspielerin
- Tony Docherty (* 1971), Fußballspieler und -trainer
- Amorim Vieira (* 1974), osttimoresischer Präsidentschaftskandidat
- Adam Sinclair (* 1977), Schauspieler
- Andy Baird (* 1979), Fußballspieler
- Frazer Wright (* 1979), Fußballspieler
- Daniel Kelly (* 2005), Fußballspieler